# Фрідріх Карл (крейсер)
Панцерний крейсер «Фрідріх Карл» (нім. SMS Friedrich Carl) — військовий корабель німецького імператорського флоту, другий панцерний крейсер типу «Принц Адальберт». Перебував на дійсній службі з 12 грудня 1903 до 17 листопада 1914 року. Затонув під час Першої світової війни.

## Історія створення

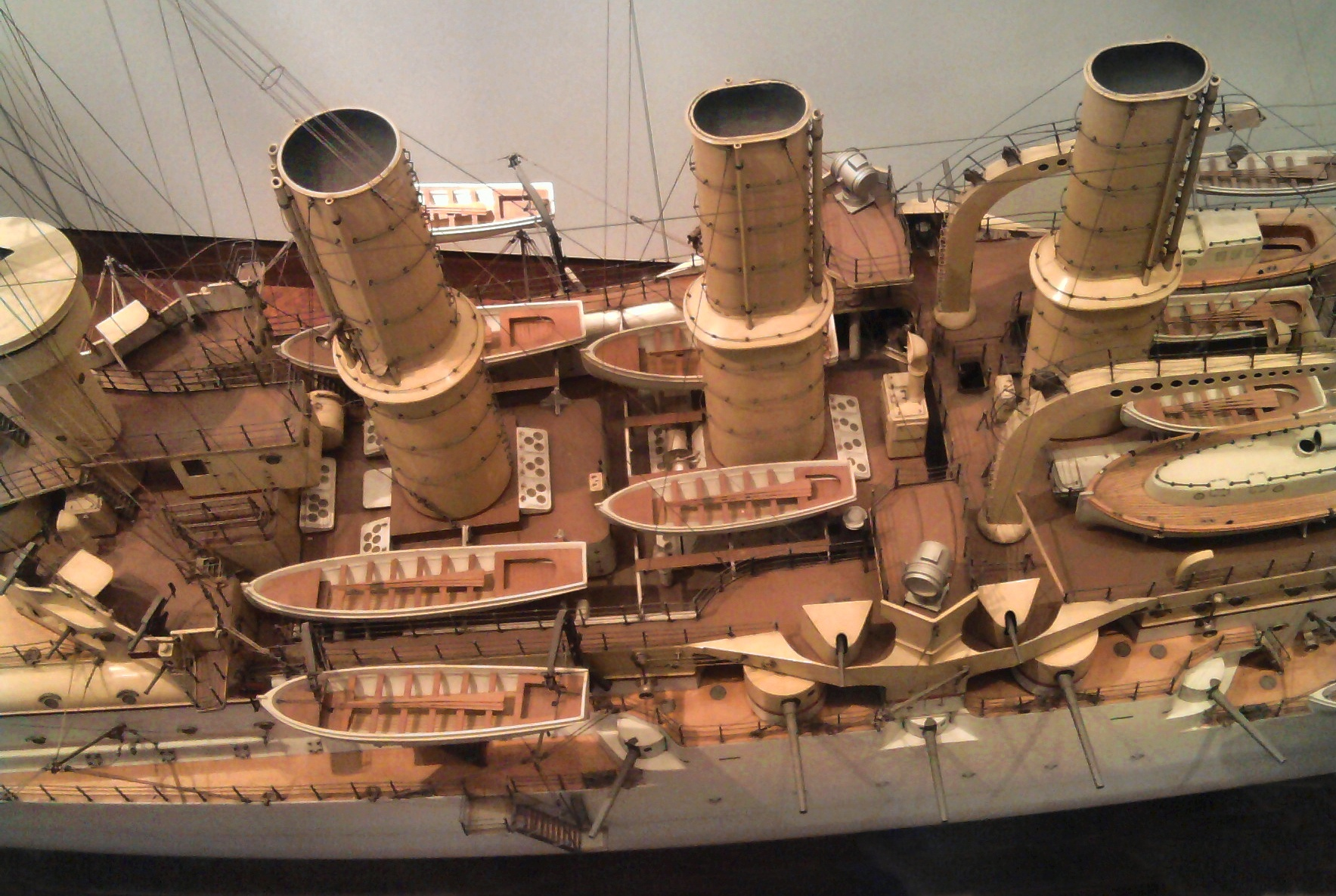
Макет крейсера «Фрідріх Карл»

Панцерний крейсер «Фрідріх Карл» було закладено у серпні 1901 році на верфі «Blohm & Voss» під бортовим номером 155. Своє ім'я корабель отримав на честь принца Фрідріха Карла Прусського.
21 червня 1902 року був спущений на воду у Кілі. Роботи над ним тривали до 12 грудня 1903. Наступного дня «Фрідріх Карл» був введений в експлуатацію до складу німецького імператорського флоту. Вартість будівництва скалала 15 665 000 золотих марок.

## Початок служби
Разом з легкими крейсерами «Фрауенлоб», «Аркона» та «Гамбург» був зачислений до I ескадри діючого флоту. З березня 1905 року капітаном був Гуго фон Коцхаузен. У квітні того року в порту Ґібралтар корабель стикнувся із британським лінкором «Принц Георг» і отримав пошкодження.
20 вересня 1906 командування над «Фрідріхом Карлом» перебрав на себе Франц фон Гіппер. На цій посаді він перебував до березня 1908, коли корабель був тимчасово виведений з експлуатації.

## Військова служба
1 березня 1909 крейсер був призначений торпедним навчальним кораблем. В цьому статусі він перебував до початку Першої світової війни. Із початком бойових дій «Фрідріх Карл» знову опинився на дійсній службі у Балтійському морі.
У жовтні 1914 став першим військовим кораблем, що ніс на собі гідролітаки. На борту були тимчасово розміщені дві повітряні одиниці. Сам крейсер став флагманом контр-адмірала Берінга. Базою флотилії був Нойфарвассер у Данцігу.
Після того, як німецьке командування дізналося про дієвість британських субмарин у Балтиці, Берінгу був відданий наказ атакувати порт Лібава, щоб запобігти його використанню як бази британців.
Однак, російський військовий флот, в свою чергу, проводив на Балтиці кампанію мінної війни. Російські есмінци заклали серію мінних полів на виході з Мемеля, Піллау та інших німецьких портів у жовтні 1914. Ці маневри залишились повністю непоміченими німецьким флотом.
Протягом цього періоду «Фрідріх Карл» використовував свої гідролітаки для нальотів на Лібаву. Берінг мав почати операцію в Лібаві у листопаді. Погані погодні умови змусили його відкласти вихід у море до 16-го числа.

Вранці 17 листопада крейсер у 56 км на захід від Мемеля підірвався на російській міні. Капітан, вважаючи, що атакований британським підводним човном, наказав дати повний хід назад, щоб уникнути другої торпеди. За 11 хвилин корабель налетів на іншу міну. Загиблими під час вибухів стали 8 осіб. 

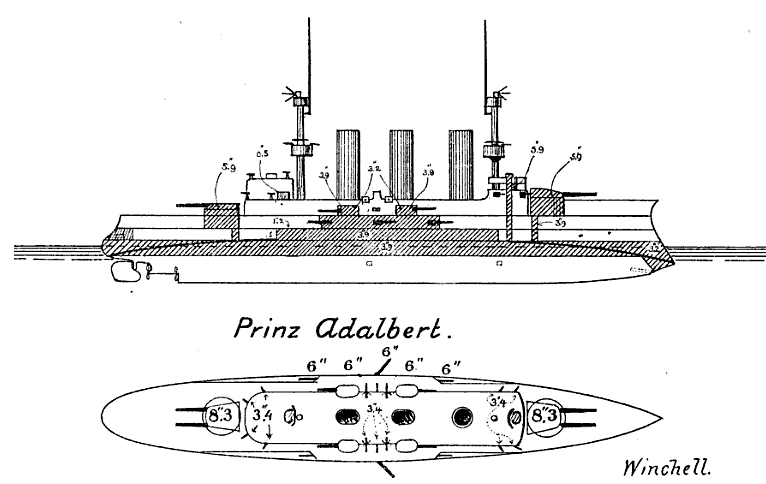
Схема бронювання панцерних крейсерів типу «Адальберт»

За п'ять годин екіпаж евакуював підійшовший легкий крейсер «Аугсбург». «Фрідріх Карл» невдовзі перевернувся та затонув. Літаки, розміщені на ньому, також загинули. Атака на Лібаву була скасована.

## Цікаві факти
- У ранкових сутінках, ще до підходу «Аугсбурга», адмірал Берінг зауважив на палубі: «Ну що, мій товариш Герке, якщо ми зараз потонемо, то будемо втішатись тим, що англійські торпеди нікуди не здатні!», маючи на увазі, що за кілька годин після «подвійного торпедування», флагман все ще залишається на плаву.[1]